# راندي برادبري
راندي برادبري (بالإنجليزية: Randy Bradbury)‏ هو عازف باس أمريكي، ولد في 20 سبتمبر 1964 في لونغ بيتش في الولايات المتحدة.

## وصلات خارجية
- راندي برادبري على موقع IMDb (الإنجليزية)
- راندي برادبري على موقع ميوزك برينز (الإنجليزية)
- راندي برادبري على موقع أول ميوزيك (الإنجليزية)
- راندي برادبري على موقع ديسكوغز (الإنجليزية)